# Volo Pakistan International Airlines 404
Il volo Pakistan International Airlines 404 era un Fokker F27 che scomparve poco dopo il decollo il 25 agosto 1989. Alle 7:36 l'aereo, un volo interno della Pakistan International Airlines, prese il volo dalla città settentrionale di Gilgit, Pakistan, diretto verso la capitale Islamabad. Uno dei piloti effettuò l'ultima chiamata radio alle 07:40. Si pensa che l'aereo si sia schiantato sull'Himalaya, ma il relitto non è mai stato ritrovato.

## L'aereo
L'aereo era un Fokker F27-200 Friendship turboelica, numero di serie 10207 e costruito nel 1962. Aveva accumulato circa 44.524 ore di volo e 41.524 cicli di pressurizzazione al momento dell'incidente.

## L'operazione di ricerca
Dopo la scomparsa, durante i primi tre o quattro giorni, i militari pakistani lanciarono diverse missioni di ricerca aerea. Successivamente furono organizzati gruppi di ricerca di terra, comprendenti personale civile e delle forze armate, per perquisire l'area intorno al monte Nanga Parbat, alto 8.000 metri (26.000 piedi).